# Cantó de Lons-le-Saunier-Sud
El cantó de Lons-le-Saunier-Sud és un cantó francès del departament del Jura, situat al districte de Lons-le-Saunier. Té 11 municipis i part del de Lons-le-Saunier.

## Municipis
- Bornay
- Chilly-le-Vignoble
- Courbouzon
- Frébuans
- Geruge
- Gevingey
- Lons-le-Saunier (part)
- Macornay
- Messia-sur-Sorne
- Moiron
- Trenal
- Vernantois

## Història
| Data d'elecció                           | Identitat        | Partit | Qualitat |
| ---------------------------------------- | ---------------- | ------ | -------- |
| 1973-1982                                | Henri Auger      | PCF    |          |
| 1982-19..                                | Serge Elvezi     | PS     |          |
| 19..-2008                                | Pierre Bénichou  | UDF    |          |
| 2008-                                    | Christophe Perny | PS     |          |
| les dades anteriors no són pas conegudes |                  |        |          |
|                                          |                  |        |          |